# 蔣乃辛
蔣乃辛（1948年9月24日—），中華民國政治人物，中國國民黨籍，生於上海市，曾連任臺北市第4－10屆市議員。臺北市大安區原立法委員李慶安因擁有雙重國籍（美國）而辭職，蔣乃辛代表國民黨參與2009年台北市第六選區立法委員補選並連任。
蔣乃辛出身政治世家，其父蔣淦生曾任臺北市（省轄市）第四、五屆市議員、臺灣省議會第三屆省議員及臺北市（直轄市）第一、二、三屆市議員。

## 個人簡歷
蔣乃辛擔任台北市議員超過二十餘年（1981年－2009年），資歷頗深，議會內遂有「乃公」之稱號。自1981年第4屆台北市議員選舉當選後，和陳水扁、謝長廷、趙少康、郁慕明等人一同進入議會問政。蔣乃辛的市議員「7連霸」資歷，和北市議會議長吳碧珠並列議會第一。於市議會期間歷任黨團副書記長、國民黨台北市黨部副主委、中央政策會副執行長達10餘年。

### 台北市議員時期
蔣乃辛於連續7屆的議員資歷期間，曾多次具有實力角逐台北市議會副議長一職，但於第八屆市議會時，因泛藍國新整合，蔣乃辛放棄副議長參選，讓新黨費鴻泰角逐成為副議長；而第九屆市議會時，又逢泛藍國親整合，蔣乃辛又放棄副議長參選，讓親民黨李新角逐成為副議長；甚至直到第十屆，蔣乃辛又因泛藍團結整合，宣佈退出副議長選舉，讓陳錦祥成為第十屆台北市議會副議長。

### 立法委員
2009年，由於時任大安區立法委員李慶安因雙重國籍事件辭職後，爭取大安區立法委員補選中國國民黨黨內提名。中國國民黨於二月八日進行黨內初選投票，蔣乃辛拿下1221票，得票率54.8%。民調方面，蔣乃辛也獲得54.3%支持率，擊敗林奕華、李新、秦儷舫、李慶元等4名對手。在黨內初選及民調後，蔣乃辛在兩項支持率都逾五成而出線，蔣乃辛最終獲得46,065票，以48%的得票率當選。
2009年順利擊敗民進黨數度征戰立委的台北市議員周柏雅，2012年以六成票數高票當選連任。2016年民進黨禮讓社會民主黨召集人范雲，儘管在野陣營的得票有所提升，但形象專業、資歷完整的蔣乃辛仍完成三連霸。2019年，其表態感慨同期進入台北市議會、五度連任議長的吳碧珠已於去年底卸職退休，遂宣布追隨其腳步放棄競選連任，任期於2020年1月底結束便不再續任，結束38年的政壇生涯。

## 選舉紀錄
| 年度 | 選舉屆數             | 選舉區           | 所屬政黨   | 得票數  | 得票率 | 當選標記 | 備註 |
| ---- | -------------------- | ---------------- | ---------- | ------- | ------ | -------- | ---- |
| 1981 | 第四屆臺北市議員選舉 | 臺北市第四選舉區 | 中國國民黨 | 15,484  | 10.85% |          |      |
| 1985 | 第五屆臺北市議員選舉 | 臺北市第四選舉區 | 中國國民黨 | 16,877  | 10.69% |          |      |
| 1989 | 第六屆臺北市議員選舉 | 臺北市第四選舉區 | 中國國民黨 | 24,270  | 13.26% |          |      |
| 1994 | 第七屆臺北市議員選舉 | 臺北市第六選舉區 | 中國國民黨 | 23,790  | 8.19%  |          |      |
| 1998 | 第八屆臺北市議員選舉 | 臺北市第六選舉區 | 中國國民黨 | 32,921  | 10.61% |          |      |
| 2002 | 第九屆臺北市議員選舉 | 臺北市第六選舉區 | 中國國民黨 | 28,485  | 9.80%  |          |      |
| 2006 | 第十屆臺北市議員選舉 | 臺北市第六選舉區 | 中國國民黨 | 24,115  | 8.80%  |          |      |
| 2009 | 第七屆立法委員補選   | 臺北市第六選舉區 | 中國國民黨 | 46,065  | 48.91% |          |      |
| 2012 | 第八屆立法委員選舉   | 臺北市第六選舉區 | 中國國民黨 | 108,488 | 60.03% |          |      |
| 2016 | 第九屆立法委員選舉   | 臺北市第六選舉區 | 中國國民黨 | 74,015  | 46.10% |          |      |

## 事件
1986年10月19日，蔣乃辛在赴友人喜宴的行車途中穿越台北市延吉街縱貫線平交道（今延吉市民大道路口），被平交道上鋪設的鐵板反彈，破壞了汽車的大樑與水箱，其震力過大導致方向盤猛然上擊，打碎了蔣乃辛的下顎並當場敲斷兩顆門牙。之後在和平醫院治療與休息十天後出院。